# Euchloe lucilla
Euchloe lucilla is een vlindersoort uit de familie van de Pieridae (witjes), onderfamilie Pierinae.
Euchloe lucilla werd in 1886 beschreven door Butler.